# Ateleia
Ateleia é um género botânico pertencente à família Fabaceae.